# Orto (piève)
Pour les articles ayant des titres homophones, voir Orteaux et Ortho.
Ne doit pas être confondu avec la commune d'Orto.
Orto est une ancienne piève de Corse. Située dans le nord-est de l'île, elle relevait de la province de Bastia sur le plan civil et du diocèse de Mariana sur le plan religieux.

## Géographie

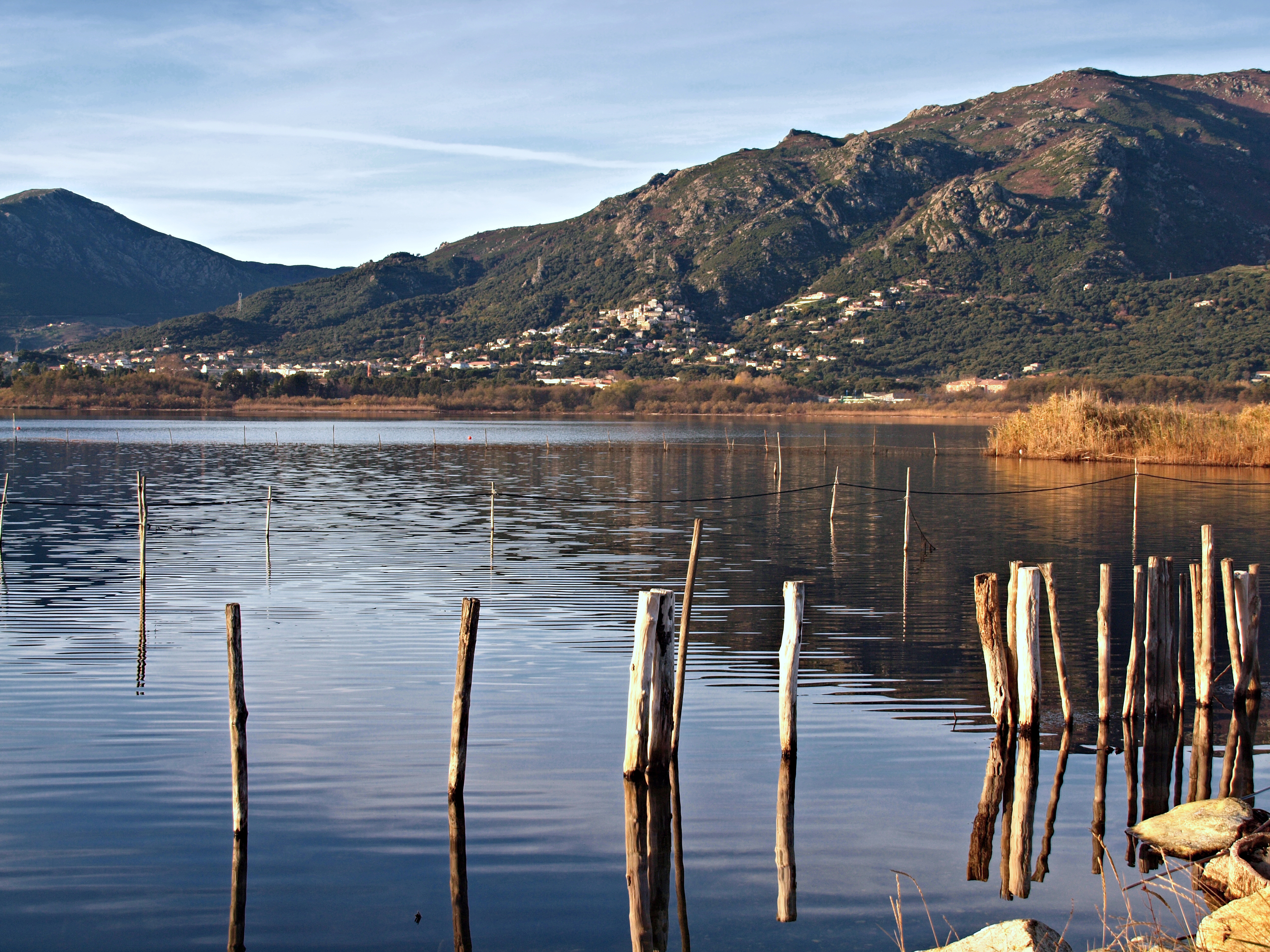
Vue sur Biguglia depuis l'étang de Chiurlino.

### Situation et relief
La piève d'Orto occupait le voisinage sud de la ville de Bastia, depuis celle-ci jusqu'au cours du Bevinco. Ses villages surplombent l'étang de Chiurlino.

### Composition
La piève d'Orto correspond au territoire des actuelles communes de :
- Furiani ;

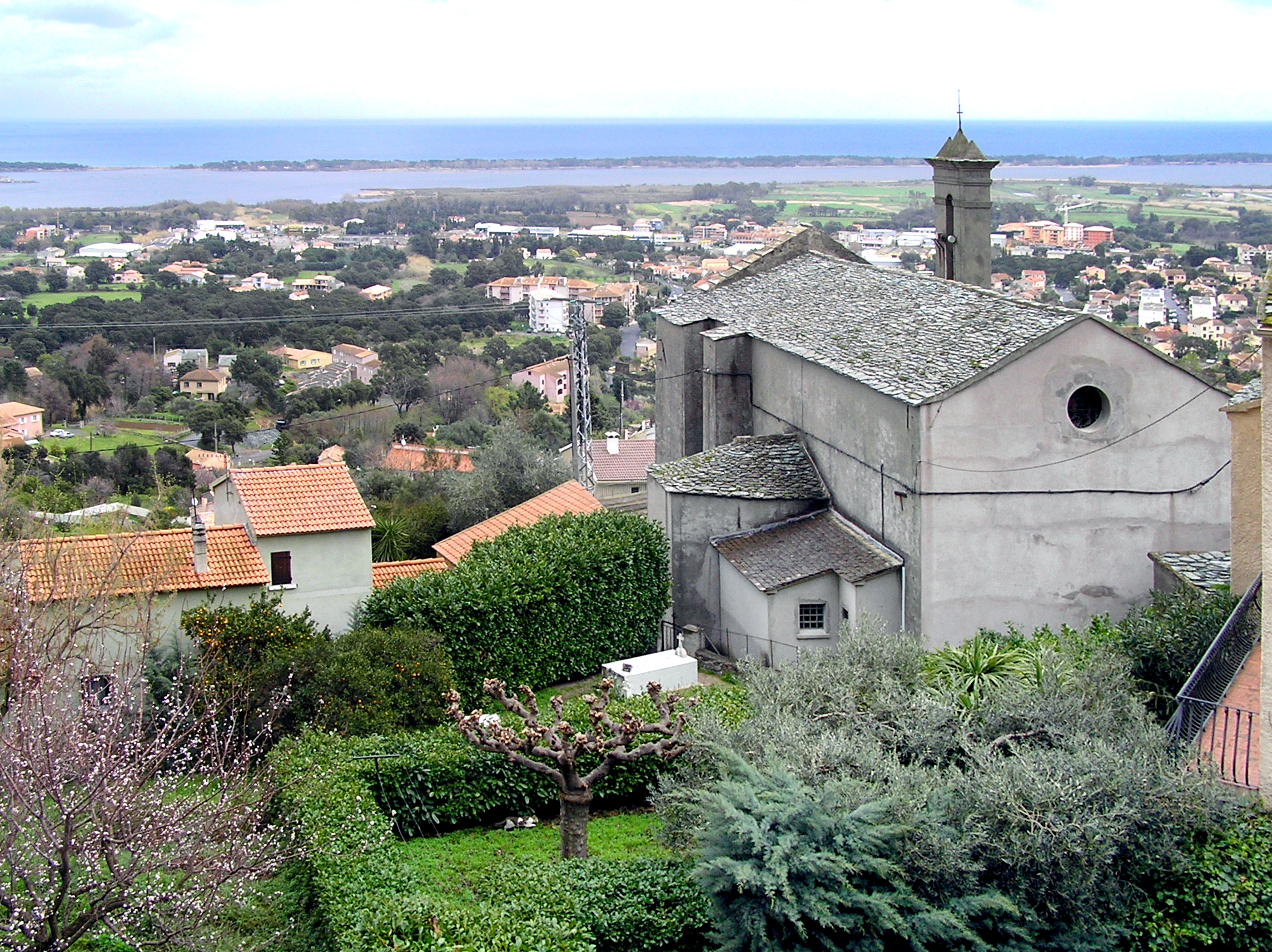
Biguglia.
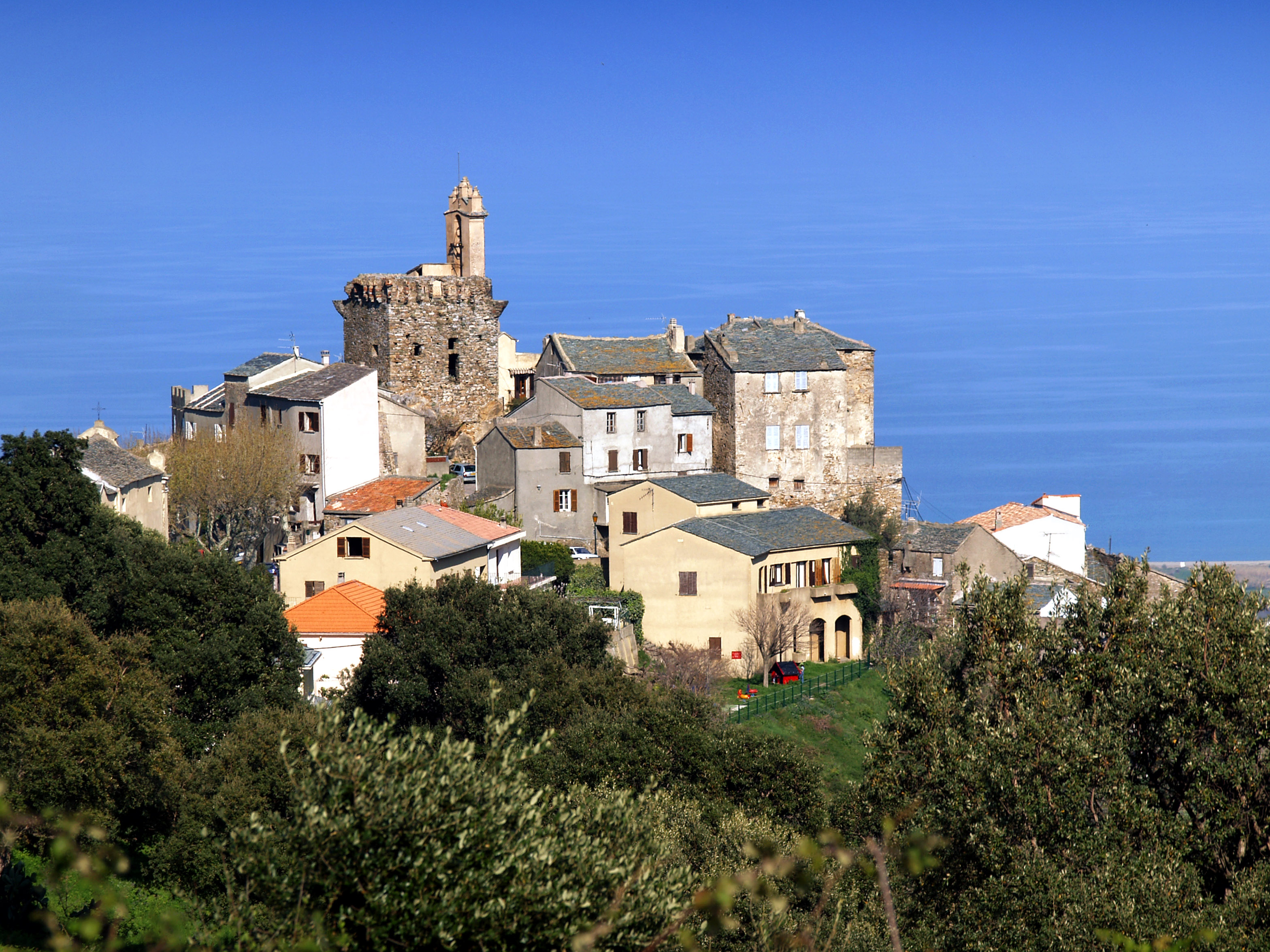
Furiani.

- Biguglia.
- Furiani.

### Pièves limitrophes
La piève d'Orto a pour pièves voisines :

## Histoire

### Antiquité
En 111 av. J.-C., la Corse est pacifiée par les Romains. Rome usurpe maints domaines, chassant les Vanacini de la plaine d'Orto, au sud de Mantinum  (Bastia). À cette époque de nombreuses localités sont créées, dont Mariana. Ptolémée mentionne également Vagum promontorium qui est généralement identifié avec la Pointe d'Arco. « Il y a lieu de se rappeler que la bande de sable qui sépare la mer de l'étang de Biguglia est d'une formation postérieure à Ptolémée, puisque de son temps Mariana était un port. Dans ces conditions, il convient de placer le Vagum promontorium dans l'intérieur des terres, vers la station de Furiani ».
Le territoire qui correspondait aux anciens pays de Marana et de Moriani, est alors occupé par les Mariani les nouveaux colons romains
Rome organise l'île en pièves. Le mot pieve mot vient du latin plebs (peuple) et désignait dès le premier siècle avant l'ère chrétienne, une circonscription administrative établie par Rome. Il y en aura jusqu'à environ 200 dont une vingtaine au Cap Corse.

### Moyen Âge
Dans le Haut Moyen Âge, l'ensemble des structures civiles et religieuses subit d'importantes modifications en raison du dépeuplement causé surtout par l'occupation sarrasine, du IXe siècle au IXe siècle jusqu'en 1185 date de leur expulsion, et les incessantes incursions barbaresques dès le XIVe siècle.
À la fin du XIe siècle, une profonde réorganisation de l'Église en Corse voulue par Grégoire VII et largement poursuivie par Urbain II, est menée par Daiberto, l'archevêque de Pise : réorganisation générale de l'encadrement ecclésiastique des campagnes, réactivation des évêchés primitifs, institution du système de la pieve, et édification d'églises.
- 1072, la famille Da Furiani qui domine Furiani, avec l'aide du marquis de Massa de la lignée des Obertinghi, chasse d'Orto et Lota les Delle Suere.

- 1130, les actifs sires de Bagnaria, enrichis dans le commerce de vins, bois et poissons de Chiurlino, deviennent une puissante famille seigneuriale. Avec l'aide de Pise et des alliés, la seigneurie couvrira les pievi d'Orto, de Marana et des Costiere, en s'appuyant sur les châteaux de Furiani, Biguglia, Ischia, Montechiaro et Stella. Ils construisent plusieurs castelli dont le castello Belgodère d'Orto (dit plus tard Belgodère de Bagnaria).

### Temps modernes
Au début du XVIe siècle, vers 1520, la piève religieuse d'Orto comptait environ 1 700 habitants qui occupaient les lieux habités suivants :
- Biguglia, a été la résidence des gouverneurs pisans ou génois jusque vers 1380 ;
- Foriani (Furiani),
- La Corbaia, village ruiné dans les années 1580 ;
- Soverta (hameau de Suerta à l'Ouest de Bastia) ;
- Belgodere, Castello Belgodere de Bagnaia ;
- La Vetrice[3], hameau anéanti par la peste au XVIe siècle ; le site se situe de nos jours sur la commune de Bastia,
- La Bastia, forteresse érigée vers les années 1380, futur siège des gouverneurs génois de l'île[4].

- 1583 à 1590, famine et misère sévissent en Corse ; les Barbaresques razzient toutes les côtes de l'île. 76 villages sont ruinés ou abandonnés en Corse du Sud, 21 en Haute-Corse dont La Corbaja d'Orto.

Au début du XVIIe siècle, la piève religieuse d'Orto était composée de Furiani 346 Hab., Biguglia 159 Hab. et la Bastia 6 232 Hab..

« Avec Biguglia, il y avait encore dans cette piève Furiani, Belgodere, Soverta, la Vetrice et la Corbaia ; de nos jours, tous ces villages ont à peu près disparu. »

— Abbé Letteron in Histoire de la Corse - Tome 1 - 1888
La piève se trouvait dans la juridiction civile de Bastia. Dans son rapport dressé à la demande de Gênes, l'abbé Accinelli écrit : « la Giurisditione di Bastia : Contiene questa 19 Pievi, comprese 5 della Giurisditione, e Provincia del Nebbio, e sono Otta, Petrabugno, Orto, Mariana, Bigorno, Caccia, Petralba, Casaconi Rostino, Casinca Tavagna, Ampugnani Orezza e Moriani ».
Plus loin, il écrit : « La Pieve di Orto, ora quasi rouinata era avanti numerosa di 340 fuochi. Due soli luoghi Biguglia, e Furiani oggi la compongono con 500 abitanti in terreni coltivi. In questa Pieve è situata la Bastia Capitale di tutto il Regno, residenza del Gouernatore, e del Vescovo che porta il titolo di Accia, e Mariana Città rouinate. »
Sous le gouvernement de Pascal Paoli, chacune des paroisses du royaume fournissait à ses frais une compagnie aux milices de Pascal Paoli, et chaque piève, un bataillon dans lesquels, de 16 à 60 ans, tout homme du royaume devait servir un tiers de l'année, soit 4 mois.
- 1768, la Corse passe sous administration militaire française.
- 1789, la Corse passe sous la souveraineté du royaume de France. La piève d'Orto devient le canton d'Orto en 1790.
- 1793, le canton d'Orto et le canton de Marana fusionnent dans le nouveau canton de Mariana, district de Bastia et département du Golo, l'actuelle Haute-Corse.

## La pieve religieuse
Orto relevait de l'autorité épiscopale du diocèse d'Accia et Mariana ; cette dernière étant détruite, c'est à Bastia que l'évêque a installé sa résidence.
Selon Accinelli, les lieux habités de la pieue d'Orto sont « Furiani 346. Biguglia 159. La Bastia 6232 ».

### La piévanie

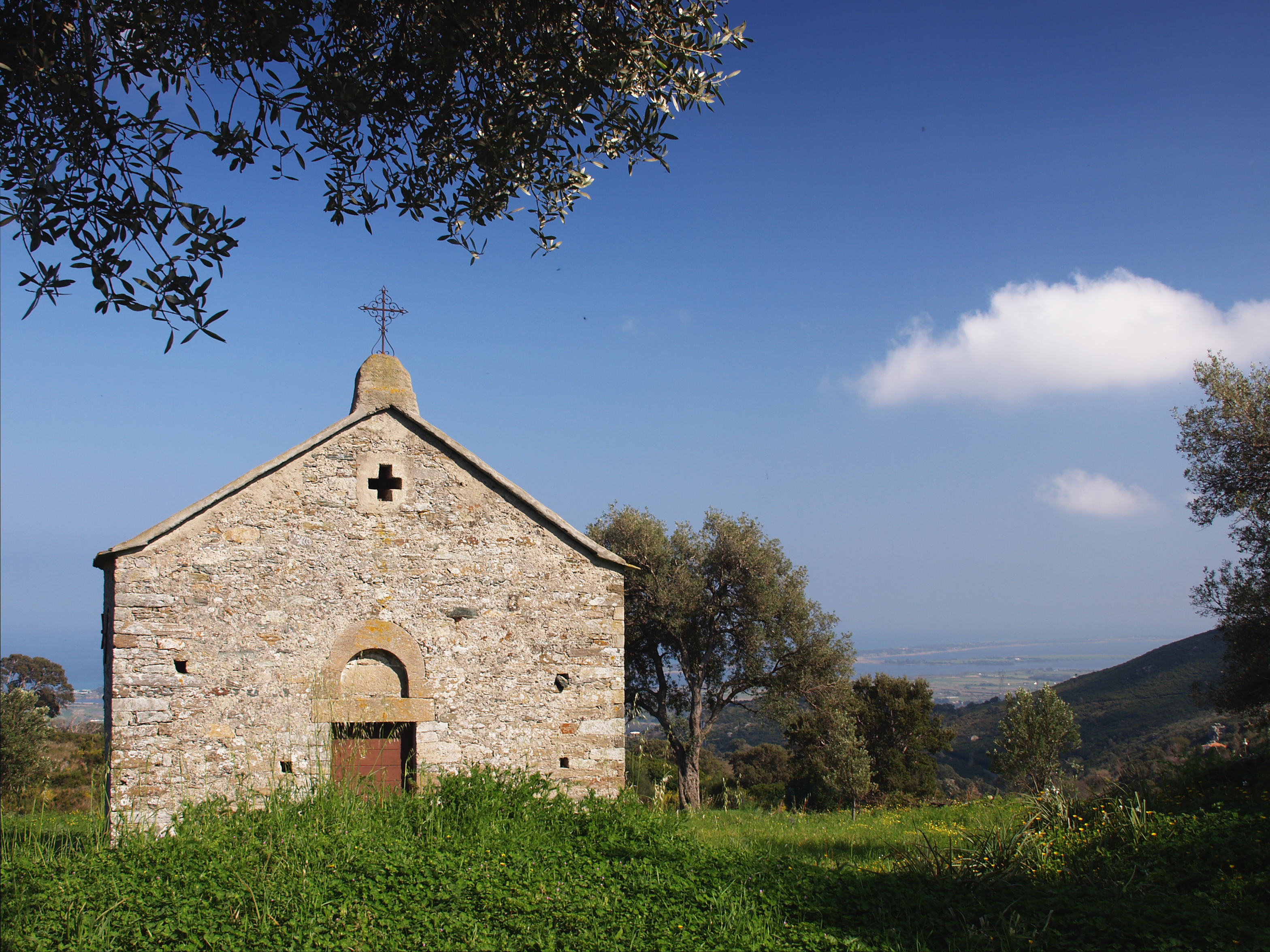
L'église piévane Santa Maria

L'Église principale d'Ortu était l'église de Santa Maria Assunta, une très ancienne chapelle romane de style pisan, datée des Xe siècle - XVe siècle.
Elle se trouve à 287 m d'altitude sur le plateau Pianu a l'Olivu, entre les villages de Biguglia et de Furiani et à moins d'un kilomètre « à vol d'oiseau » de l'esplanade de l'antique église pisane de San Martinu.
Cette autre église piévane San Martinu était l'église paroissiale d'Articiani, un village qui avait été construit au-dessus des premières crêtes par les gens de la côte qui voulaient ainsi se protéger des raids barbaresques et qui a depuis disparu. La messe n'y étant plus célébrée, elle commença à se délabrer. San Martinu fut entièrement détruit en 1906 par des chercheurs de trésors. Ses pierres se retrouvent dans les murets des champs alentour. On voit toujours un trou creusé par les chercheurs de trésors à l'extérieur de l'angle Nord-ouest.
Durant la Révolution, le terrain sur lequel elle est située, avait vendu comme Bien National au Conventionnel Bozio.
L'église Santa Maria Assunta appartenait au monastère bénédictin de la Gorgone. Avant 1531, l'église Santa-Maria-Assunta fut, semble-t-il, fermée en raison de la peste Elle est classée monument historique.